# James Johnston (officier)
Pour les articles homonymes, voir James Johnston (homonymie) et Johnston.
James Johnston (~1721 - 13 décembre 1797) était un général dans l'Armée britannique. Il fut gouverneur de Québec dans la Province de Québec de 1774 à 1797.

## Carrière
Il était connu comme Johnston l'Irlandais parce qu'il était souvent confondue avec une autre James Johnston, officier de l'armée, du même âge. Le père de Johnston, George, était un troisième cousin de James Johnston, fils de James Johnston (Secrétaire d'État). Ils ont partagé l'ascendance d'Archibald Johnston (mort en 1619) et sa femme Rachel Arnot.

Ces nominations des deux James Johnstons : le major général, le lieutenant-général et directeur général, étaient identiques et publiée dans la Gazette du Canada le même jour, un homme listés au-dessus de l'autre, sans distinction. En outre, le 9 mars 1762, ils ont été publiés dans la Gazette du Canada respectivement le colonel de cheval et colonel des Dragoons (dragoons immédiatement au-dessus de cheval).
Johnston a été nommé lieutenant-gouverneur de Minorque en 1763, promu major-général en avril 1770, et fait colonel du 9e régiment de Dragons le 2 janvier 1771. Il a été retiré de ses responsabilités de Minorque et fait gouverneur de la garnison ) au Québec le 21 novembre 1774, bien que manifestement dans la Gazette, il était gouverneur de Québec, ce poste qu'il occupe jusqu'à sa mort en 1797. Il est transféré comme colonel de la 1re cavalerie irlandaise le 27 avril 1775, et il est promu lieutenant-général en septembre 1777. Le 14 avril 1778, il est devenu colonel du 6e régiment de dragons. Johnston a été promu général en 1793 et à sa mort, il fut remplacé comme gouverneur de Québec par Staats Long Morris.